# Villa Bosch
Villa Bosch is een plaats in het Argentijnse bestuurlijke gebied Tres de Febrero in de provincie Buenos Aires. De plaats telt 24.702 inwoners.